# Ławka Michała Słowika-Dzwona w Szczawnicy
Ławka Michała Słowika-Dzwona w Szczawnicy – rzeźba w formie ławki pomnikowej z postacią Michała Słowika-Dzwona, poety pienińskiego.

## Opis
Pomnik znajduje się w Szczawnicy przy ul. Głównej na tak zwanym Miedziusiu. Wykonał go w drzewie topolowym rzeźbiarz z Zubrzycy Górnej Marcin Lichosyt we wrześniu 2018.

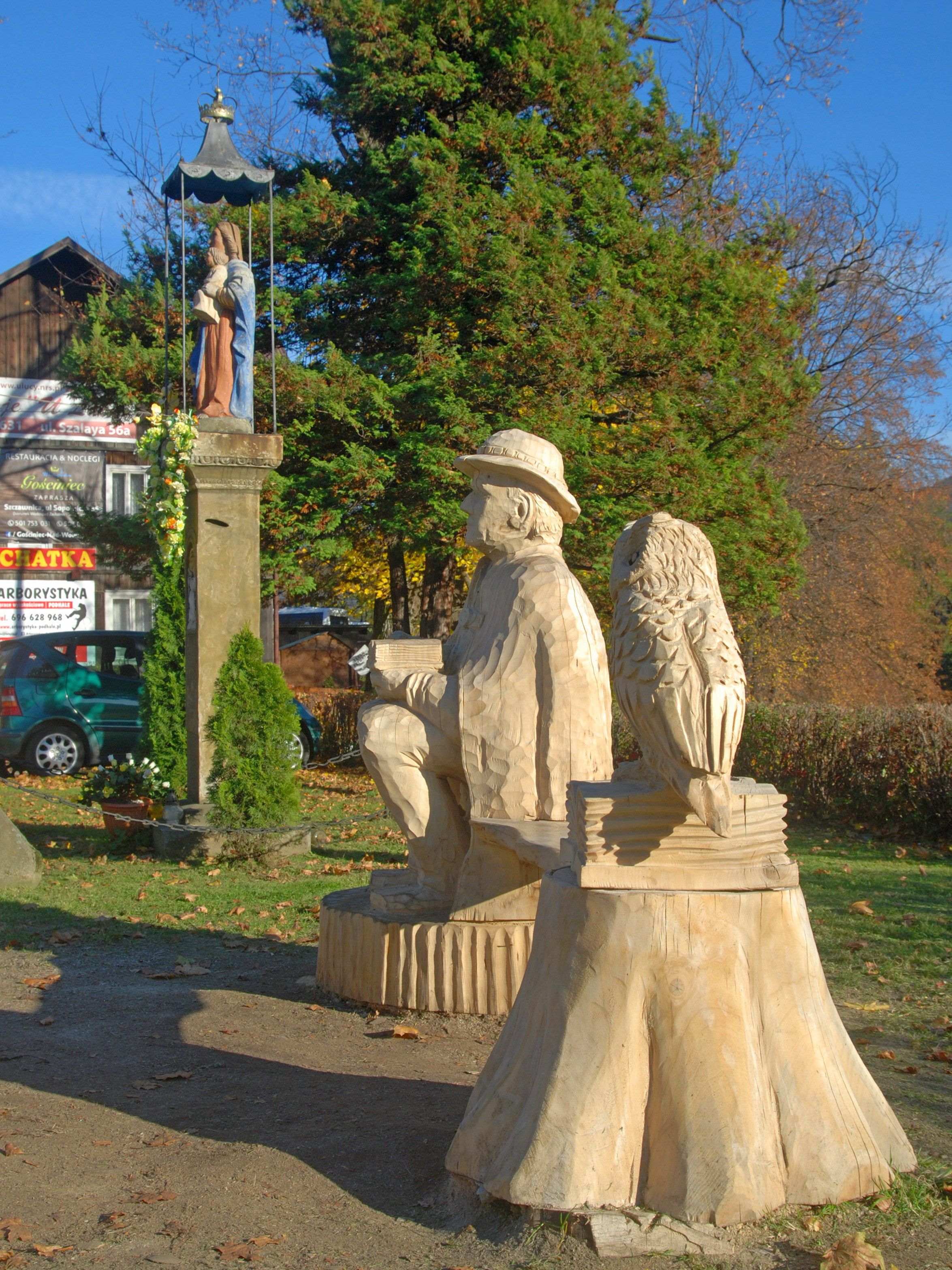
Widok od strony zachodniej
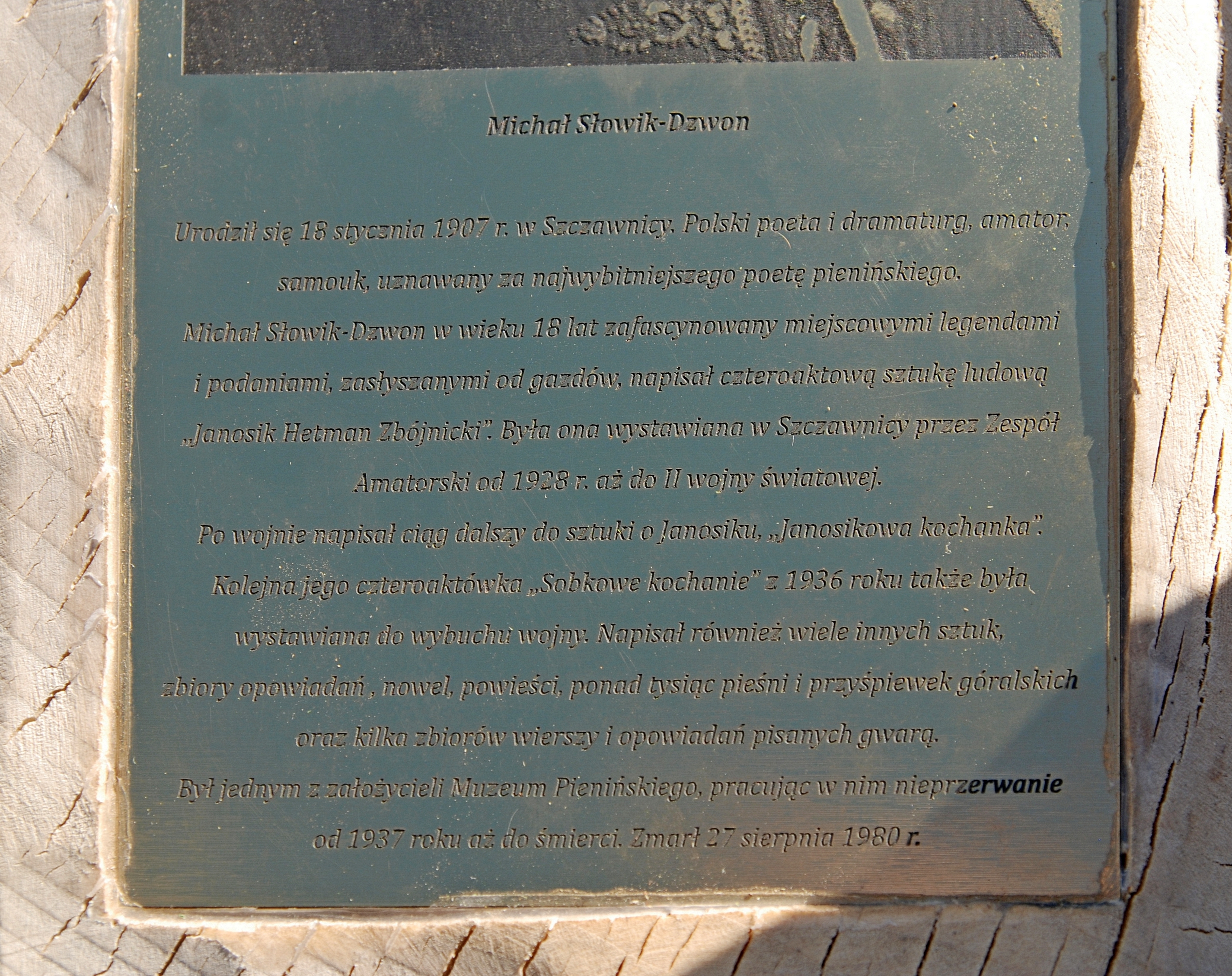
Tablica na pomniku
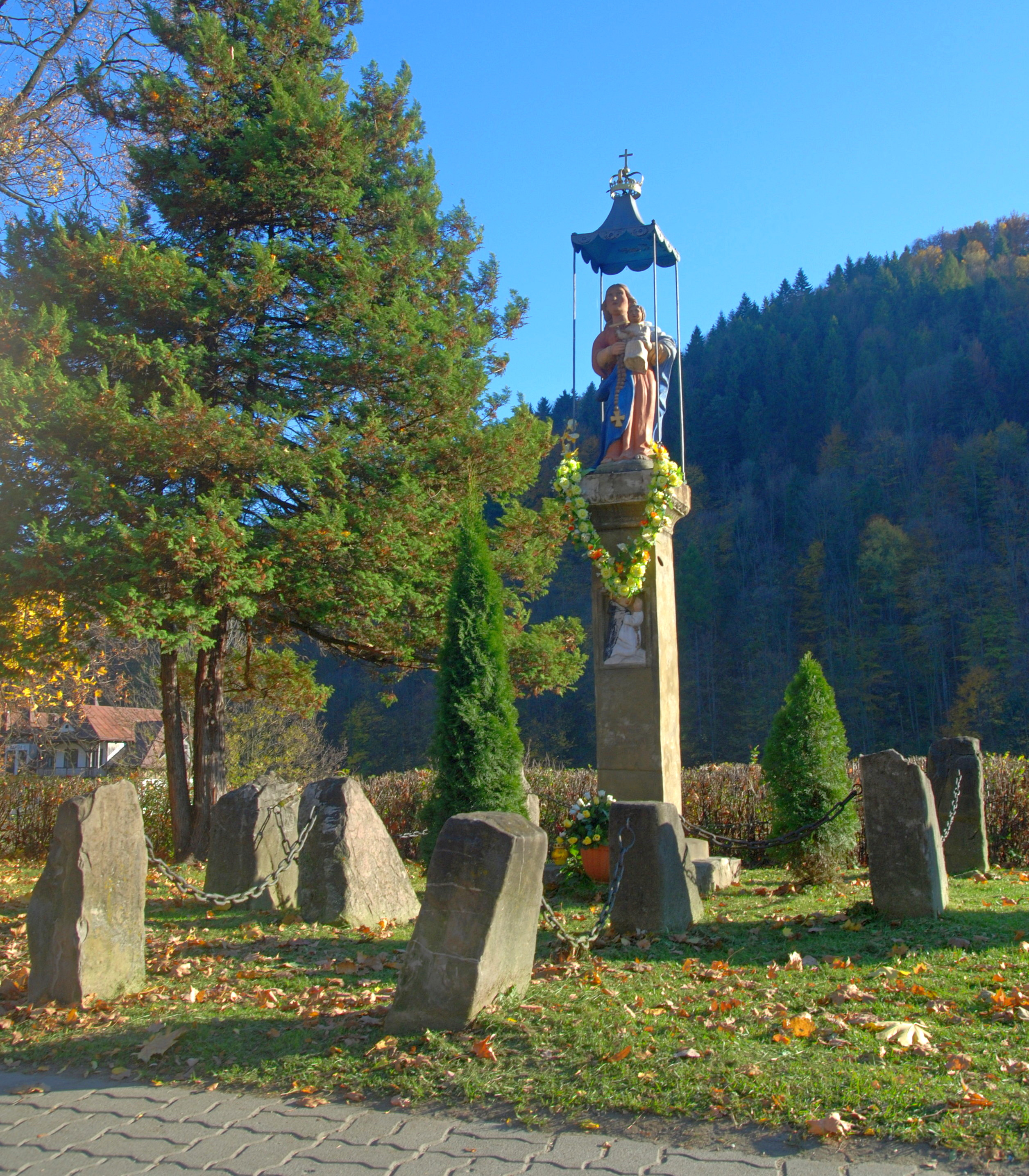
Otoczenie